# Joan van der Mey
Joan Melchior van der Mey, surnommé Jo van der Mey, né le 19 août 1878 à Delfshaven et mort le 6 juin 1949 à Geulle, est un architecte néerlandais connu pour le remarquable bâtiment Scheepvaarthuis (maison navire) construit à Amsterdam.

## Biographie
Van der Mey est un étudiant d'Eduard Cuypers dès 1898, gagne la version néerlandaise du prix de Rome en 1906, puis est nommé « conseiller esthétique » de la ville d'Amsterdam. En 1905 Amsterdam est la première ville du monde à se doter d'un code de l'urbanisme, et ils engagent van der Mey en tant que directeur artistique des bâtiments publics. Ce poste lui permet entre autres de s'occuper de la façade de la serre des palmiers du jardin botanique construite en 1912.
La même année il est choisi pour construire le Scheepvaarthuis, un grand bâtiment coopératif regroupant six compagnies néerlandaises de navigation. Van der Mey demanda assistance à ses anciens collègues architectes Michel de Klerk et Piet Kramer, tandis qu'un autre architecte, A.D.N. van Gendt, faisait office d'ingénieur responsable de la structure en béton.
Le travail de van der Mey est de coordonner la programmation artistique et sculpturale fortement symbolique. Une grande partie de la statuaire est due à Hildo Krop et Hendrik van den Eijnde, mais beaucoup d'autres artistes renommés y participèrent.
Le Scheepvaarthuis est une des productions majeure des bâtiments de l'École d'Amsterdam. Michel de Klerk en deviendra son plus parfait représentant. Van der Mey dessina aussi des ponts et des complexes de logements au sud d'Amsterdam et autour de la ville de Mercatorplein.